# Паскуале Паолі
Паскуале Паолі (корс. Filippo Antonio Pasquale de 'Paoli; 6 квітня 1725 — 5 лютого 1807) — корсиканський політичний і військовий діяч, очільник Корсиканської республіки.

## Життєпис
Другий син лікаря Джачінто Паолі. Народився 1725 року у містечку Морозалья. 1729 року під час повстання корсиканців проти Генуезької республіки його батько був обраний одним з трьох керівників повстання («генералів народу»), залишався на цій посаді до поразки повстання в 1739 році, після чого виїхав до Неаполя з Паскуале. Там Паскуале здобув хорошу класичну освіту, а в 17 років вступив до корсиканського полку неаполітанської армії під керівництвом батька.
На початку 1755 року за наказом батька повертається на Корсику, де поновилися заворушення проти влади Генуї. 20 квітня Паскуале Паолі був обраний патріотами главою уряду Корсиканської республіки зі званням генерал-капітана. Щоправда, за Паолі голосували лише клани горян, тоді як рівнинні клани обрали генералом Маріо Матра, який виступив проти Паолі та закликав на допомогу генуезців. Однак Матра був швидко розбитий та загинув, а Паолі став одноосібним лідером Корсики. Паскуале заснував університет в Корте і створив в 1757 році «Орден Святої Девоти» (на честь покровительки Святої Девоти). 1761 року видав наказ про карбування власної республіканської монети.
За цим створив регулярне військо, прогнавши генуезців до узбережжя, де зберегли владу на 4 укріпленими містами. 18 листопада Корсиканські збори (Дієта) прийняли написану Паскуале Паолі демократичну конституцію Корсиканської республіки, що оголосила Корсику суверенною державою. Паолі за цією конституцією було обрано очільником держави та головою Державної ради (уряду) — генералом.
У 1763 році Паолі на чолі 600 корсиканських добровольців захопив острів Капрая (в Тосканському архіпелазі), звідки невпинно турбував торгівлю генуезців, так що останні змушені були просити допомоги у Франції. Король Людовик XV надіслав їм 6 тис. піхоти, чого виявилося недостатньо. Зрештою Генуя продала права на Корсику Франції. Король відправив війська на чолі із графом Луї Шарлем Рене де Марбефом. В свою чергу Велика Британія надавала таємну допомогу Корсиканській республіці. Публікація в 1766 році «Звіту про Корсику» Джеймса Босвелля зробила Паолі відомим в Європі.
У жовтні 1768 року в битві біля Борго Паолі завдав тяжкої поразки французької армії. 1769 року французька армія, збільшена до 22 тис. солдатів, на чолі із Нграфом Ноелем Журданом де Во рушила з Бастії на столицю республіки — Корте. 9 травня в битві при Порте-Нову внаслідок зради пруських найманців корсиканська армія зазнала поразки. Вже 13 червня Паолі залишив острів, звідки через Ліворно перебрався до Лондона.
У 1790 році напочатку Французької революції, скориставшись оголошеною Установчими зборами амністією, повернувся на батьківщину, зустрінутий як герой корсиканцями і революційно налаштованими французами. Призначається комендантом Бастії, а потім головою департаменту Корсика та начальником національної гвардії Корсики. Через намагання домогтися незалежності острова вступив у конфлікт з Кристофом Салічеті, очільником профранцузької партії та лідером місцевих якобинців.
У лютому 1793 на вимогу Конвенат надіслав військову експедицію проти Сардинського королівства на о. Сардинія, поставивши на чолі її генерала Колона де Сезара, якого потай проінструктував: «Не забувай, що Сардинія — наш природний союзник». Експедиція закінчилася невдачею. Наполеон Бонапарт повідомив військового міністра про зраду Паолі. У травні Конвент видав декрет про усунення та арешт за звинуваченням у зраді Паолі та Шарль-Андре Поццо ді Борго. Корсиканська поліція, вірна Паолі, перехопила листа Люсьєна Бонапарта, де той повідомляв, що саме він сприяв цьому рішенню. Публікація цього листа викликало загальну ненависть корсиканців до клану Бонапартів. 20 травня збори (Консульту), що відкрилися в Корті під головуванням Поццо ді Борго, оголосили Паскуале Паолі президентом острова і генералісимусом його військ. Брати Буонапарте,  Арена та інші якобінці були оголошені виключеними із корсиканської нації. Французи були відтіснені в Бастію та ще кілька приморських пунктів.
Паолі сформував тимчасовий уряд. Корсиканці звернулися по допомогу до англійського флоту, що стояв у Тулона. У лютому-серпні 1794 року англійці повністю взяли всі укріплені пункти, в яких залишалися французи. Король Георг III був проголошений королем Корсики, але суто номінально і для захисту незалежності від Франції. 17 червня 1794 року нова Консульта проголосила створення Брито-Корсиканського королівства, прийняла конституцію та оголосила Паолі «Батьком вітчизни» (корс. Babbu di a Patria). Президентом Державних зборів став Поццо ді Борґо. Представником монарха став віце-король Гілберт Елліот. В результаті влада виявилася у Елліота і Поццо ді Борго, що зблизився з ним, тоді як Паолі виявився відсторонений від реальних важелів управління і перетворився на номінально-представницьку фігуру. У 1795 році він намагався організувати виступи проти Поццо та Елліота, але зазнав невдачі.
Зрештою погодився залишити Корсику, перебрався до Лондону, де 1796 року отримав щорічну пенсію в 2 тис. фунтів стерлінгів. В подальшому не брав участь в політичних справах. Помер 1807 року в Лондоні і був похований у Вестмінстерському абатстві. Згодом перепоховано у Моросальї.